# Tigre di Tīpū

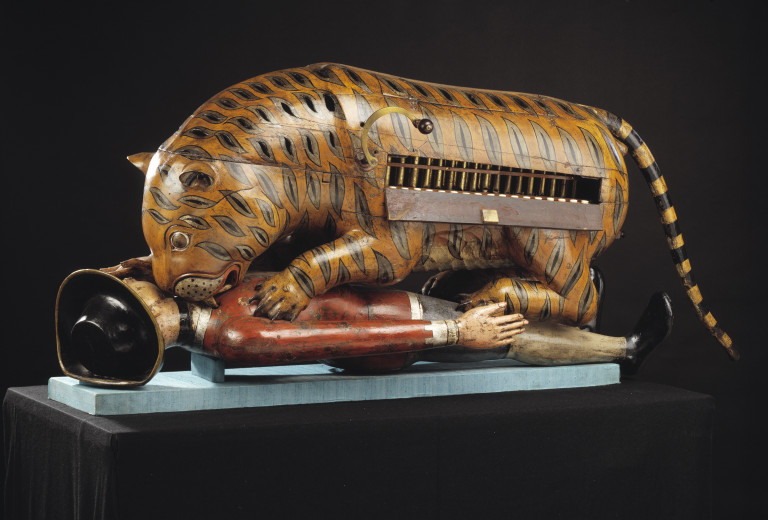
Tigre di Tīpū

La tigre di Tīpū (in inglese Tipu's Tiger, in hindī टीपू का बाघ) è un automa musicale realizzato alla fine del diciottesimo secolo.
Si tratta di un congegno in legno dipinto con l'aspetto di una tigre intenta ad aggredire un europeo supino. Quando viene azionata, l'avambraccio sinistro dell'uomo si muove come a simulare il suo terrore e dalla sua bocca proviene un suono lamentoso; al contempo, la tigre emette dei suoni che richiamano dei ruggiti. In uno dei suoi lati, la tigre di Tipu cela uno scomparto all'interno del quale vi è un organetto con diciotto tasti.
La tigre di Tīpū prende il nome da Fateḥ ʿAlī Tīpū, il sovrano del regno indiano di Mysore, al quale era stato donato lo strumento. Lo strumento simboleggia la sua mania per tale felino e il suo odio verso la Compagnia britannica delle Indie orientali sua nemica. La tigre di Tīpū venne confiscata nel 1799 dalle truppe della Compagnia delle Indie Orientali presso il Palazzo d'Estate quando queste invasero Seringapatam. La tigre di Tīpū venne spedita a Londra e messa in mostra nella East India House nel 1808. Dopo essere entrata a far parte di varie collezioni, entrò nel 1880 nella collezione del Victoria and Albert Museum, diventandone uno dei suoi oggetti più conosciuti.

## Storia

### Antefatti

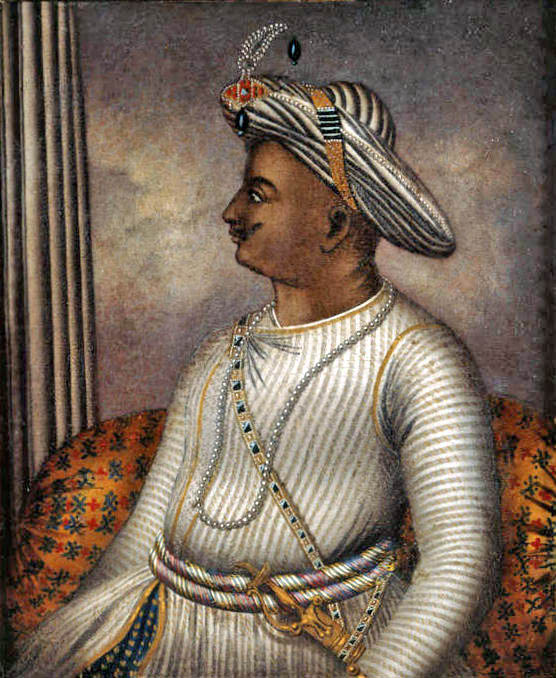
Fateḥ ʿAlī Tīpū

La tigre di Tīpū venne realizzata per Fateḥ ʿAlī Tīpū, sultano del regno di Mysore (un tempo collocato nell'odierno Karnataka) intorno al 1795. Il sovrano adottava sistematicamente la tigre come suo emblema; voleva che fosse raffigurato sulle sue armi, le uniformi dei suoi soldati e le decorazioni dei suoi palazzi. Il suo trono era piazzato su una tigre in legno quasi a grandezza naturale e ricoperta d'oro.
Tīpū ereditò il potere da suo padre Hyder Ali, soldato mussulmano che ottenne il rango di dalavayi (comandante in capo) sotto la dinastia Wadiyar; a partire dagli anni sessanta del Settecento divenne comandante del Regno. Dopo aver tentato di allearsi con i britannici per combattere i marāṭhi, divenne loro nemico in quanto rappresentavano un ostacolo per l'espansione del suo regno. Ciò portò suo figlio a coltivare un profondo odio verso i britannici. Secondo le testimonianze, Tīpū faceva circoncidere i prigionieri inglesi e le sue pareti erano decorate da immagini di uomini torturati. Durante la sua ultima riunione militare, affermò: «Meglio morire da soldato che vivere come un meschino dipendente degli infedeli fra le schiere dei loro rajah e nababbi a riposo.»

### Costruzione
La tigre di Tīpū appartiene a una serie di scene caricaturali raffiguranti europei, in particolar modo britannici, aggrediti da tigri o elefanti, oppure giustiziati, torturati e umiliati in vari modi. Molte di queste vennero prodotte per ordine di Tīpū sulle mura esterne delle abitazioni nelle principali vie della capitale del regno Seringapatam.
Non si conosce il costruttore (o i costruttori) della tigre di Tīpū. Secondo l'ipotesi più accreditata, l'esterno in legno sarebbe opera di artisti locali, mentre l'interno sarebbe stato realizzato da artigiani e ingegneri francesi in visita alla corte di Tīpū (il sultano era infatti alleato con i francesi che si erano insediati nel Sud del Subcontinente indiano).

### Confisca da parte della Compagnia delle Indie Orientali
Durante la primavera del 1799, la Compagnia britannica delle Indie Orientali invase Seringapatam; l'assedio, conclusosi il 4 maggio con la morte di Tīpū, portò al termine della quarta guerra anglo-mysore. Durante l'autunno dello stesso anno, gli inglesi confiscarono i beni nel Palazzo d'Estate di Tīpū, tra cui l'automa musicale. In un memorandum scritto all'epoca dall'aiutante di campo del governatore generale dell'India Richard Wellesley viene riportato il seguente testo:
La prima raffigurazione pubblicata della tigre di Tīpū compare nel libro A Review of the Origin, Progress and Result, of the Late Decisive War in Mysore with Notes, edito da James Salmond nel 1800. L'immagine è accompagnata da una breve descrizione.

### Il trasferimento a Londra e l'acquisizione da parte del Victoria and Albert Museum

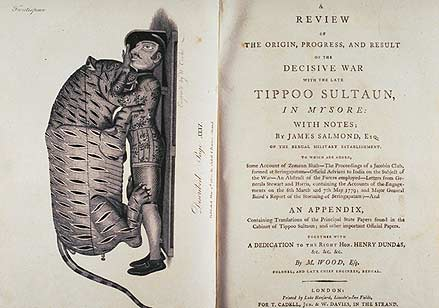
L'llustrazione della tigre di Tīpū nel libro A Review of the Origin, Progress and Result, of the Late Decisive War in Mysore with Notes (1800) di James Salmond

Sebbene i governatori dell'India fossero inizialmente intenzionati a presentare il manufatto alla Corona e metterlo in mostra nella Torre di Londra, essi decisero di lasciarla nelle mani della Compagnia. Dopo essere rimasta fuori dalla portata del pubblico per alcuni anni e aver subito molte modifiche, la tigre di Tīpū venne esibita dal luglio del 1808 nella sala di lettura del museo e biblioteca della Compagnia delle Indie Orientali, a Leadenhall Street. Per un certo periodo, i visitatori ebbero la possibilità di interagire con il congegno ruotandone la manovella, la quale venne rimossa con grande sollievo degli studenti intenti a usufruire della sala di lettura dell'East India Company Museum. La rivista Athenaeum riportò:
La tigre di Tīpū suscitò grande interesse: secondo il Metropolitan Museum of Art, contribuì a rendere celebre la rappresentazione dell'uomo aggredito dalla tigre nella città di Londra durante gli anni venti. Stando a quanto documenta Julian Barnes, Gustave Flaubert andò nella capitale inglese nel 1851 per partecipare alla Grande Esposizione. Dal momento che non trovò nulla che lo interessasse davvero nel Crystal Palace, visitò il museo della Compagnia delle Indie Orientali e si infatuò della tigre di Tīpū. Dopo averla vista  negli uffici della Compagnia, John Keats ne fece riferimento in una satira sul principe reggente:
Qualsiasi cosa ne faccia la vostra chiromanzia,

Proviene da uno dei passatempi dell'imperatore,

Da un organo uomo e tigre, il più bello dei suoi giocattoli.»
Quando la Compagnia perse le sue funzioni amministrative nel 1858, la tigre fu immagazzinata nella Fife House di Whitehall fino al 1868, anno in cui venne trasferita nelle vicinanze del nuovo India Office (occupante parte del l'edificio ancora oggi utilizzato dall'attuale Ufficio degli esteri, del Commonwealth e dello sviluppo). Nel 1874 fu spostata nell'India Museum di South Kensington. Nel 1879 questo venne chiuso e le sue opere trasferite in altre collezioni; nel 1880 l'automa entrò nella collezione permanente del Victoria and Albert Museum.

### Novecento e nuovo millennio
Durante la seconda guerra mondiale, una bomba tedesca colpì il tetto del museo distruggendo l'involucro ligneo della tigre. Quando il conflitto cessò, le centinaia di pezzi dell'involucro dell'automa vennero riassemblati. La tigre venne nuovamente messa in mostra dal 1947. Tra la primavera e l'estate del 1955, la tigre venne esibita nel Museum of Modern Art di New York.
La tigre di Tīpū viene oggi considerata uno dei manufatti più rappresentativi del Victoria and Albert Museum ed è stata più volte una delle attrazioni di punta nel corso di varie rassegne dedicate al rapporto tra i coloni britannici e le popolazioni dell'Asia.

## Descrizione

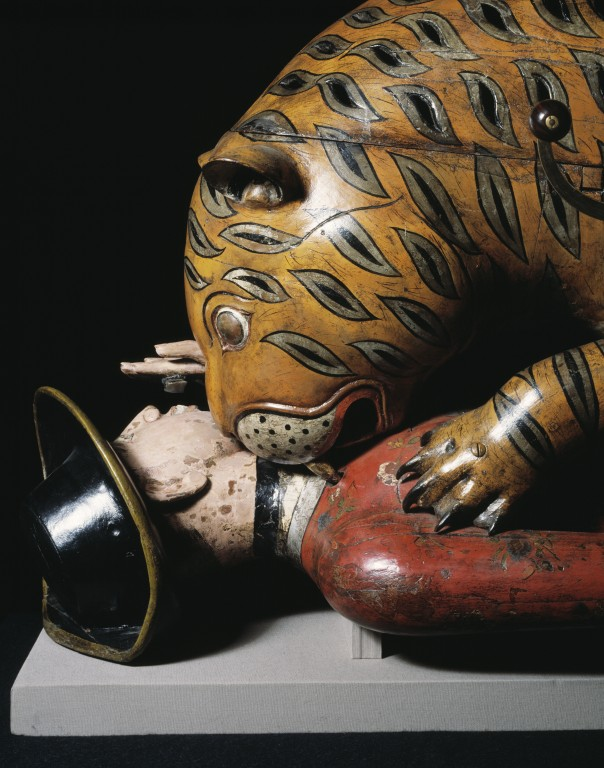
Dettaglio delle teste

Tra i primi automi musicali realizzati in India, la tigre di Tīpū misura 71,2 × 172 cm, è in legno dipinto e rappresenta un uomo supino azzannato da una tigre che lo sovrasta. La figura umana indossa abiti di matrice europea; non è chiaro se rappresenti un civile o un soldato (il Victoria and Albert Museum si limita a definirla "europea").
L'involucro, misurante in genere mezzo pollice di spessore, venne rinforzato dall'interno dopo i bombardamenti della seconda guerra mondiale. Ci sono molte aperture all'estremità della testa che permettono ai suoni dell'organo di fuoriuscire. La parte superiore del corpo della tigre può essere staccata dopo aver rimosso quattro viti in modo tale da ispezionarne i meccanismi. La figura umana venne costruita in modo simile, benché il legno di cui è composta sia molto più spesso. Nel corso degli anni i meccanismi metallici al suo interno hanno subito varie modifiche e sostituzioni.
Ruotando una manovella connessa alla tigre, alcuni soffietti espellono dell'aria, la quale, dopo aver percorso un tubo nella gola dell'uomo, fuoriesce dalla sua bocca. Si è fatto in modo che il suono richiamasse un lamento atto a simulare la sofferenza e le grida della vittima. Oltre a emettere tale suono, il meccanismo dell'automa fa emettere due tonalità dalla testa della tigre atte a richiamare un ruggito e fa muovere l'avambraccio sinistro dell'uomo come a sottolineare la sua disperazione. Sul fianco del felino è presente anche uno scomparto all'interno del quale si trova un piccolo organo in avorio con diciotto tasti.

### Ispirazione
L'estetica dell'involucro si ispira probabilmente all'arte scultorea e religiosa dell'India sudoccidentale e, secondo una teoria, alla morte di Hector Sutherland Munro, uno dei figli del generale Hector Munro, il quale aveva comandato una divisione di Eyre Coote durante la battaglia di Porto Novo (l'attuale Parangipettai) del 1781, nel più ampio contesto della seconda guerra anglo-mysore. Al termine del conflitto armato, l'esercito di Hyder Ali, padre di Tīpū, venne sconfitto subendo una perdita di 10.000 uomini. Hector Sutherland Munro era un cadetto diciassettenne della Compagnie delle Indie Orientali che, il 22 dicembre 1792, durante il suo viaggio a Madras, venne attaccato e ucciso da una tigre mentre cacciava insieme a molti altri uomini sull'isola di Sagar, nel golfo del Bengala.